# Argyractis albibasalis
Argyractis albibasalis là một loài bướm đêm trong họ Crambidae.